# كرة السلة في الألعاب الأولمبية الصيفية 2012
مسابقة كرة السلة في الألعاب الأولمبية الصيفية 2012 من المقرر إقامتها من 25 يوليو إلى 11 أغسطس. سوف تقام المنافسات على باسكتبول أرينا المبنية حديثا والتي ستستوعب 12,000 مشجع، وشمال غرينيتش أرينا في لندن. سيدافع منتخبي الولايات المتحدة للرجال والسيدات عن ميدالياتهم الذهبية في المنافسات.

## نظام المسابقة
سوف يتم تقسيم المنتخبات الإثني عشر المتأهلة إلى مجموعتين تضم كل واحدة ستة فرق. بعد هذه سيصعد الفرق الأربعة الأفضل في كل مجموعة إلى مرحلة خروج المغلوب لتحديد الميداليات.

## التصفيات

### الرجال
| المجموعة 1       | المجموعة        |
| ---------------- | --------------- |
| الأرجنتين        | أستراليا        |
| فرنسا            | البرازيل        |
| ليتوانيا         | الصين           |
| نيجيريا          | بريطانيا العظمى |
| تونس             | روسيا           |
| الولايات المتحدة | إسبانيا         |

### السيدات
| المجموعة A       | المجموعة B      |
| ---------------- | --------------- |
| أنغولا           | أستراليا        |
| الصين            | البرازيل        |
| كرواتيا          | كندا            |
| جمهورية التشيك   | فرنسا           |
| تركيا            | بريطانيا العظمى |
| الولايات المتحدة | روسيا           |

## وصلات خارجية
- الألعاب الأولمبية لندن 2012 نسخة محفوظة 28 فبراير 2013 at the UK Government Web Archive
- الاتحاد الدولي لكرة السلة نسخة محفوظة 4 نوفمبر 1996 على موقع واي باك مشين.